# Електронна хмарка

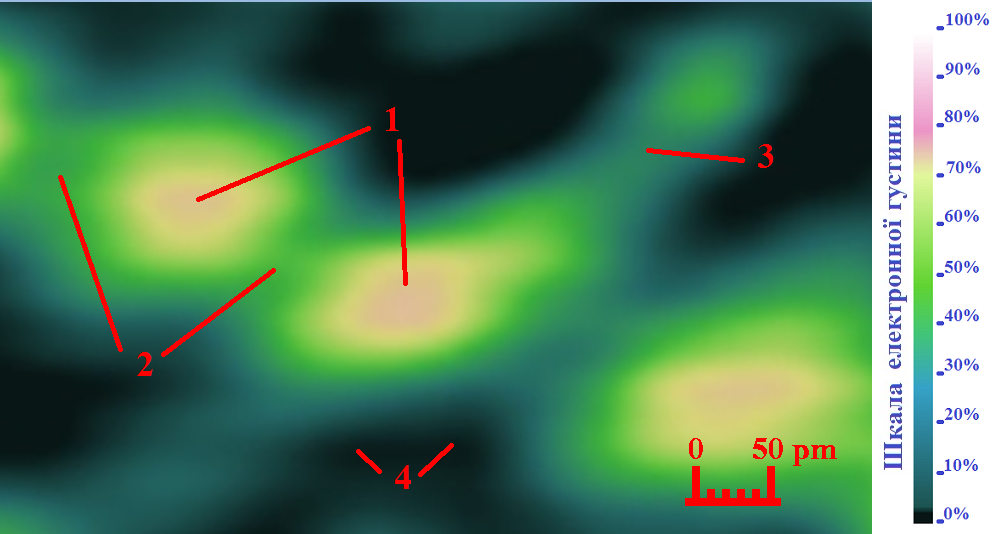
Фото електронної хмарки вуглецю:
окремі атоми вуглецю (1);
сігма-зв'язки (2);
пі-зв'язок (3);
вільний простір (4).
Праворуч наведено шкалу електронної густини

Електро́нна хма́рка (рос. электронное облако, англ. electron cloud) — графічне зображення області, де перебування електрона є найімовірнішим. Термін використовується для унаочнення розташування електронів (розподілу електронної густини в просторі) на молекулярних чи атомних орбіталях.
Просторовий розподіл густині електронної хмарки виникає через хвильову природу електрона, він є рішенням рівняння Шредінгера і визначає форму, фізичні та хімічні властивості квантових об'єктів: атомів, молекул та хімічних зв'язків. Електронна хмарка є реальним фізичним об'єктом і її густина вимірюється шляхом денситометрії.

## Історія
Першу модель атома у вигляді хмарки, котру інколи називають моделлю Томсона (англ. plum pudding model), в 1904 році запропонував Джозеф Джон Томсон. Відкривши у 1897 році електрон, дослідник припустив, що негативно заряджені електрони, входять до складу атома. В 1911 році Ернест Резерфорд внаслідок експерименту з розсіяння альфа-частинок показав, що позитивно заряджена субстанція зосереджена в ядрі, яке принаймні у 3000 разів менше від розміру атома.
В 1926 році Ервіном Шредінгером та Вернером Гейзенбергом була розроблена квантова механіка, яка показала наявність обертального руху легких електронів навколо важкого ядра та  відсутність в електронів орбіт. Електрони заповнюють весь об'єм атома і середовище, де знаходяться електрони, замість позитивно зарядженого «пудингу Томсона» почали називати негативно зарядженою електронною хмаркою. На сьогодні електрона хмарка є загально прийнятою моделлю атома. Вона полягає в тому, що стан електрона в атомі описує густина електронної хмарки ρ(x, y, z), яка визначається як квадрат модуля хвильової функції Ψ (q), яка знаходиться з рівняння Шредінгера.
Пряме пікоскопічне зображення електронної хмарки було отримано у 2018 році О. П. Кучеровим зі співавторами за допомогою денситометра. Виходячи з квантово-механічної теорії, хвильову функцію системи Ψ(q) було знайдено з рівняння Шредінгера та принципу суперпозиції. В результаті інтегрування хвильової функції системи Ψ(q) в загальному вигляді було знайдено інтенсивність пучка електронних променів I(x, y) залежно від густини електронної хмарки ρ(x, y):
I (x, y) = jnρ(x, y),
де j — інтенсивність пучка електронних променів; n — кількість електронів у хмарці.
Таким чином, інтенсивність пучка електронних променів на екрані денситометра в точці x, y прямо пропорційна густині електронної хмарки в стовпчику з підставою в точці x, y.

## Властивості
Відповідно електронна хмарка є реально існуючим об'єктом. Вона відповідає за молекулярні, атомні орбіталі та їх енергетичні властивості. Виходячи з періодичного закону Д. І. Менделєєва форма електронної хмарки визначає властивості атомів вступати в хімічні реакції.